# Acicarpha spathulata
Acicarpha spathulata är en calyceraväxtart som beskrevs av Robert Brown. Acicarpha spathulata ingår i släktet nålnötter, och familjen calyceraväxter. Inga underarter finns listade i Catalogue of Life.

## Bildgalleri

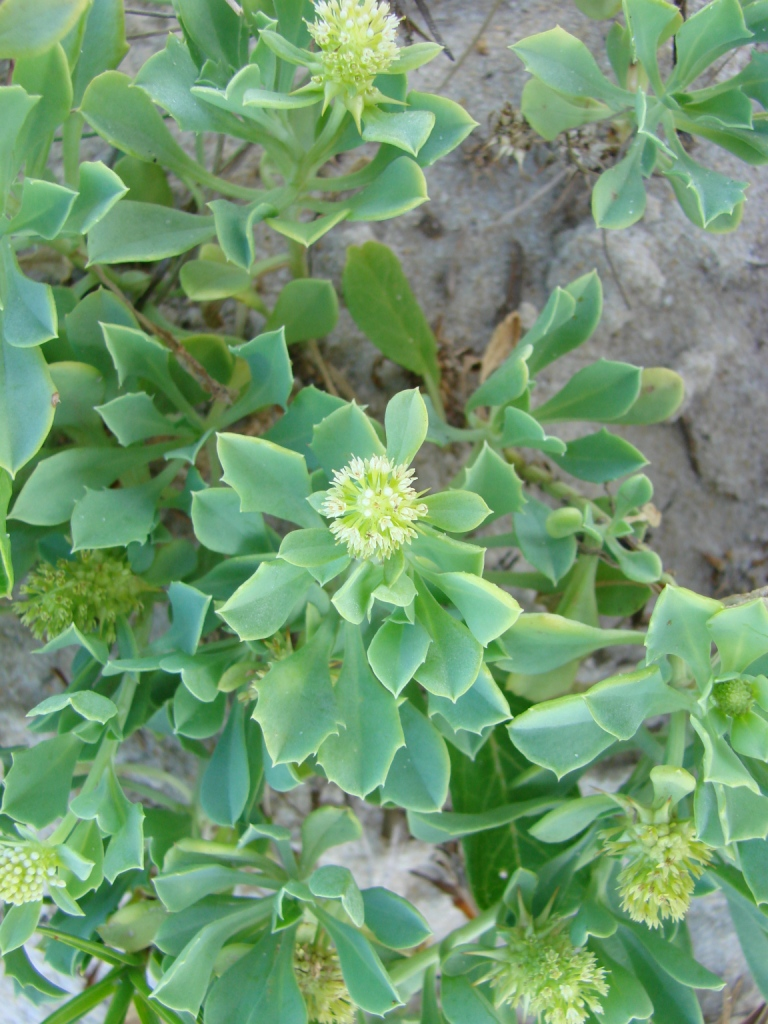
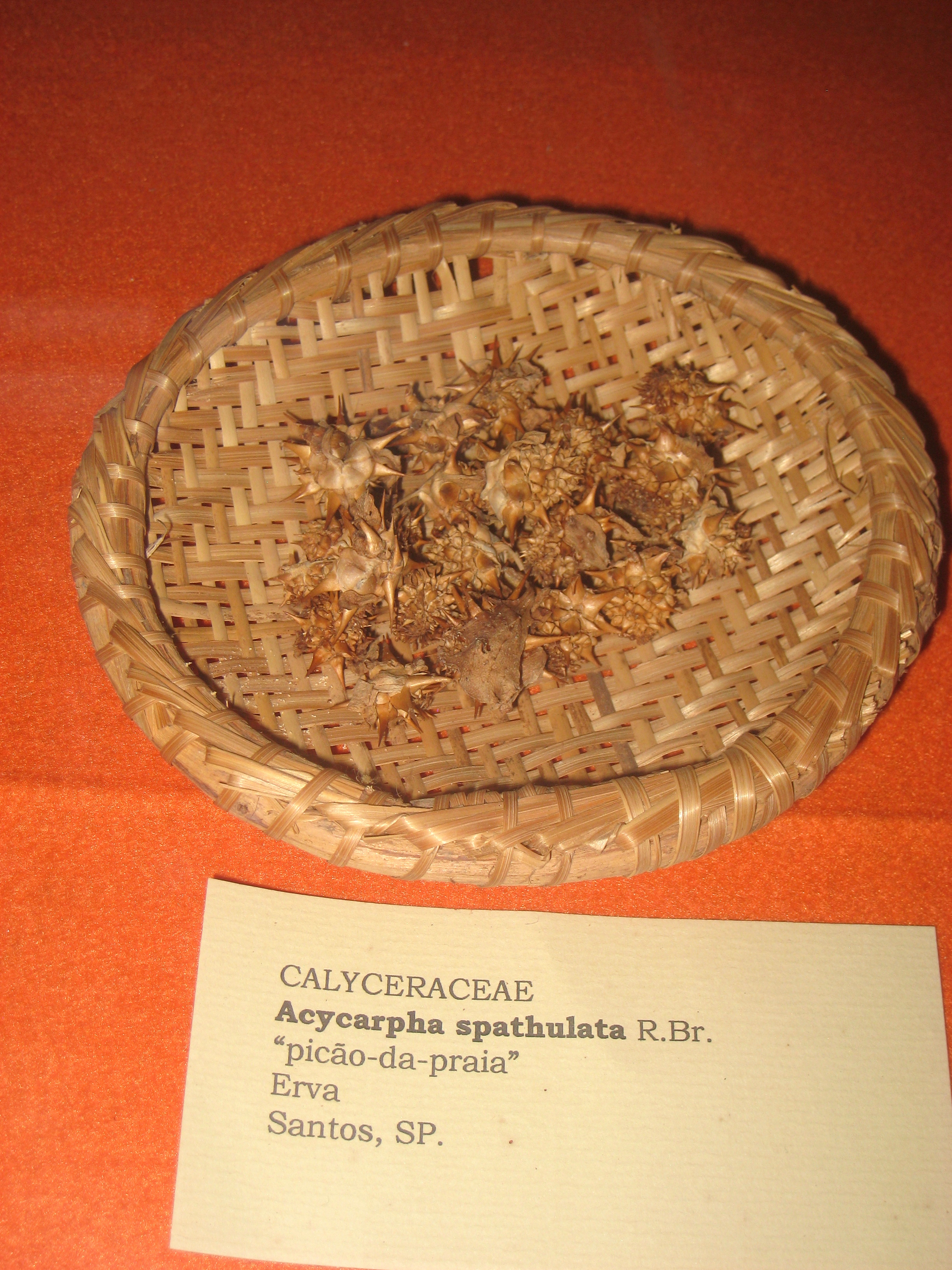